# 自由加群
数学において、自由加群(じゆうかぐん、英: free module) とは、加群の圏における自由対象である。集合 E が与えられたとき、E 上の自由加群とは E を基底 にもつ自由加群である。たとえば、すべてのベクトル空間は自由であり、集合上の自由ベクトル空間は集合上の自由加群の特別な場合である。任意の加群はある自由加群の準同型像である。

## 定義
R-加群 M について、集合 E ⊂ M が M の基底であるとは、次の2条件を満たすことである。
1. E は M を生成する。すなわち、M の任意の元は E の元に R の係数をかけたものの有限和である。
2. E は一次独立である。すなわち、任意の E の互いに異なる有限個の元 {\displaystyle e_{1},e_{2},\dotsc ,e_{n}} に対して {\displaystyle r_{1}e_{1}+r_{2}e_{2}+\dotsb +r_{n}e_{n}=0_{M}} であれば、{\displaystyle r_{1}=r_{2}=\dotsb =r_{n}=0_{R}} となる。（ただし 0M は M の零元で、0R は R の零元である。）

R-加群 M が基底をもつとき、M は自由加群であるという。
R が 基底数一定性質 (IBN) をもてば、定義によって任意の2つの基底は同じ濃度をもつ。勝手な（したがってすべての）基底の濃度を自由加群 M のランク（階数）と言い、濃度が有限ならば、M をランク n の自由加群、あるいは単に有限ランクの自由加群と言う。
(2) から直ちにわかることだが、(1) の係数はすべての x について一意的である。
無限自由基底の定義は、E が無限に多くの元をもつことを除いて、同様である。しかしながら、和は有限であり、どの x についても E の有限個の元しか含まれない。
基底が無限のとき、M のランクは E の濃度である。

## 構成
集合 E が与えられたとき、E 上の自由 R-加群を作ることができる。それは単純に R の|E| 個のコピーの直和であり、しばしば R(E) と表記される。この直和を C(E) と表記し、具体的に構成しよう。
- 台集合： C(E) は次のような関数からなる。f: E → R であって、有限個を除くすべての x ∈ E に対して f(x) = 0 である。
- 加法： 2つの元 f, g ∈ C(E) に対し、f + g ∈ C(E) を (f + g)(x) = f(x) + g(x), (∀x ∈ E で定義する。
- 反元： f ∈ C(E) に対し、(−f) ∈ C(E) を (−f)(x) = −(f(x)), (∀x ∈ E で定義する。
- スカラー倍： α ∈ R, f ∈ C(E) に対し、αf ∈ C(E) を (αf)(x) = α(f(x)), (∀x ∈ E で定義する。

C(E) の基底は集合 {δa: a ∈ E} によって与えられる。ただし
{\displaystyle \delta _{a}(x)={\begin{cases}1,&{\text{if }}x=a;\\0,&{\text{if }}x\neq a\end{cases}}}
である。（クロネッカーのデルタの変形であり、 集合 {a} の指示関数の特別な場合である。）
写像 ι: E → C(E) を ι(a) = δa で定義する。この写像は E と基底ベクトル {δa}a∈E} の間の全単射を与える。 従ってこれらの集合を同一視できる。よって E は C(E) の線型独立な基底と考えることができる。

## 普遍性
上で定義された写像 ι: E → C(E) は次のような意味で普遍的である。
自由加群の普遍性
任意の R-加群 M と任意の写像 {\displaystyle \varphi \colon E\to M} に対して、{\displaystyle \varphi =\psi \circ \iota } を満たす加群準同型 {\displaystyle \psi \colon C(E)\to M} が一意的に存在する。
さらに自由加群の構成を関手 {\displaystyle C\colon \operatorname {\mathcal {Set}} \to R\operatorname {-{\mathcal {Mod}}} } としてみれば、これは忘却関手 {\displaystyle U\colon R\operatorname {-{\mathcal {Mod}}} \to \operatorname {\mathcal {Set}} } の左随伴であること、つまり自然同型
{\displaystyle \operatorname {\mathcal {Set}} (E,U(M))\cong R\operatorname {-{\mathcal {Mod}}} (C(E),M)}
がわかる。

## 一般化
自由加群についての多くのステートメントは、一般の環上の加群については成り立たないが、自由加群のある種の一般化に対してはなお成り立つ。射影加群は自由加群の直和因子なので、自由加群への単射が存在し、その基底を射影加群に関する何らかの証明で使うことができる。より弱い一般化として平坦加群やねじれのない加群がある。平坦加群はテンソル積が完全列を保つという性質をもつ。環が特別な性質をもてば、逆が成り立つことがある。例えば、任意の完全局所デデキント環上のすべてのねじれのない加群は平坦加群、射影加群、自由加群でもある。
局所環、完全環、デデキント環を見よ。